# Xã Gayville, Quận Yankton, South Dakota
Xã Gayville (tiếng Anh: Gayville Township) là một xã thuộc quận Yankton, tiểu bang Nam Dakota, Hoa Kỳ. Năm 2010, dân số của xã này là 197 người.